# Вне закона (фильм, 1943)
«Вне закона» (англ. The Outlaw) — американский художественный фильм в жанре вестерна снятый в 1943 году режиссёром и продюсером-миллиардером Говардом Хьюзом.
Это психологическая драма, действие которой происходит в середине XIX века на Диком Западе Америки. Фильм сосредоточен на внутренней борьбе героев, а не просто на действии и острых ощущениях, не на стрельбе, как у большинства американских вестернов.
Фильм вышел в широкий прокат в феврале 1943 года.

## Сюжет
Док Холлидей приезжает в городок, где шерифом служит его друг Пэт Гаррет. Док ищет своего похищенного коня и находит его у молодого Билли Кида, однако они становятся друзьями. Впоследствии, во время потасовки Билли убивает человека и, чтобы не дать шерифу Пэту Гаррету арестовать его, Док прячет Билли, тяжело раненого, в хижине своей любовницы — красавицы Рио.

## В ролях
- Джек Бьютел[англ.] — Билли Кид
- Уолтер Хьюстон — Док Холлидей
- Джейн Расселл — Рио Макдональд
- Томас Митчелл — Пэт Гарретт
- Эдвард Пэйл — Суонсон
- Мими Агулья — Гваделупе
- Дик Джонс — мальчик
- Говард Хоукс

## О фильме
- Джейн Рассел получила роль Рио Макдональд в фильме «Вне закона» совершенно случайно, когда продюсер Говард Хьюз увидел её в кабинете стоматолога, где она работала в регистратуре.
- Пышногрудая актриса Джейн Расселл стала легендарным секс-символом и первым выбором для исполнения женских ролей в кинолентах для целого поколения американских солдат, находившихся в зонах боевых действий. Джейн Расселл известна своей ролью в фильме «Джентльмены предпочитают блондинок» вместе с Мэрилин Монро . Известная своим пышным телосложением, Расселл была одной из самых провокационных женщин в кинематографе 1940-х и 1950-х годов.
- Фильм был закончен к февралю 1941 года, но кинолента появилась в ограниченном прокате только 5 февраля 1943 года. Однако широкое распространение произошло только три года спустя, когда киностудия United Artists переиздала фильм в Сан-Франциско 23 апреля 1946 года. Причиной было изображение бюста Джейн Расселл, одетой в блузку с большим декольте, как в самом фильме, так и на рекламных постерах. Проблемы с цензурой Хьюз использовал в рекламных целях — на рекламном плакате размещалась надпись «Фильм, который они не смогли остановить».